# کتس
کتس (به هلندی: Kats) یک منطقهٔ مسکونی در هلند است که در نورد-بیفه‌لاند واقع شده‌است. کتس ۴۳۵ نفر جمعیت دارد.